# Ибрагимов, Гусейн Рустам оглы
Гусейн Рустам оглы Ибрагимов (азерб. Hüseyn Rüstəm oğlu İbrahimov; род. 15 апреля 1951, Лачинский район) — советский азербайджанский нефтяник, заслуженный работник нефтяной и газовой промышленности Азербайджанской ССР. Депутат Верховного Совета СССР 11-го созывов (1984—1989), народный депутат СССР (1989—1991). Член ЦК КПСС (1990—1991).

## Биография
Родился 15 апреля 1951 года в селе Айыбазар Лачинского района Азербайджанской ССР.
В 1968 году окончил Бакинское профессионально-техническое училище № 14, позже обучался на заочном отделении Азербайджанского института нефти и химии имени М. Азизбекова.
С 1968 года — помощник бурильщика экспериментальной конторы электробурения Карадагского района города Баку, в 1969—1971 годах служил в рядах Советской Армии. В 1972 году — помощник бурильщика морского управления буровых работ «Нефтяные камни», в 1972—1973 годах — шофер строительно-монтажного управления № 4 города Якутск, с 1973 года — бурильщик морского управления буровых работ «Нефтяные камни» нефтегазодобывающего управления имени XXII съезда КПСС производственного объединения «Каспморнефтегаз». 
Проявил себя на работе как талантливый буровик, качественно и слаженно выполнял свою работу, достигал высоких результатов при выполнении производственных планов десятой, одиннадцатой и двенадцатой пятилеток по бурению нефтяных скважин. Коллектив бригады, в которой работал Ибрагимов, выполнил план десятой пятилетки (1976—1980) за 4,5 года, в 1983 году рабочие бригады пробурили 300 метров скважин сверх плана, сдала готовые скважины в эксплуатацию досрочно — на 2 месяца раньше, что позволило добыть 20 тысяч тонн сверх плана.
Активно участвовал в общественно-политической жизни республики и Советского Союза. Член КПСС с 1984 года, выдвинут делегатом на XIX Всесоюзную партийную конференцию (1988) и XXVIII съезд КПСС (1990). В 1990—1991 годах — член ЦК КПСС и ЦК Компартии Азербайджана. В 1984 году избран депутатом Совета Национальностей Верховного Совета СССР 11-го созыва от Бакинского—Азизбековского избирательного округа Азербайджанской ССР, в 1989 году избран народным депутатом СССР от Коммунистической партии Советского Союза, избран в Верховный Совет, в комитет по законодательству.